# Диринон
Диринон (фр. Dirinon) је насељено место у Француској у региону Бретања, у департману Финистер.
По подацима из 2011. године у општини је живело 2428 становника, а густина насељености је износила 73,53 становника/km².

## Демографија
| 1962. | 1968. | 1975. | 1982. | 1990. | 2011. |
| ----- | ----- | ----- | ----- | ----- | ----- |
| 1.080 | 1.010 | 1.218 | 1.799 | 2.024 | 2.428 |